# Samuel Fowler (Politiker, 1779)

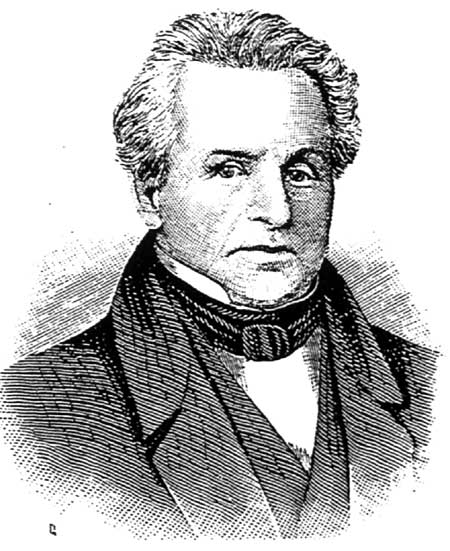
Samuel Fowler

Samuel Fowler (* 30. Oktober 1779 in Newburgh, Orange County, New York; † 20. Februar 1844 in Franklin, New Jersey) war ein US-amerikanischer Politiker. Zwischen 1833 und 1837 vertrat er den Bundesstaat New Jersey im US-Repräsentantenhaus.

## Werdegang
Samuel Fowler besuchte die Montgomery Academy und studierte danach am Pennsylvania Medical College Medizin. Nach seiner im Jahr 1800 erfolgten Zulassung als Arzt begann er in Hamburg (New Jersey) in diesem Beruf zu arbeiten. Später zog er nach Franklin. Seit den 1820er Jahren war Fowler als Anhänger von Andrew Jackson politisch aktiv. Er wurde Mitglied der von diesem 1828 gegründeten Demokratischen Partei. Im Jahr 1827 saß er im State Council, dem Vorläufer des Senats von New Jersey.
Bei den Kongresswahlen des Jahres 1832 wurde Fowler im zweiten Wahlbezirk von New Jersey in das US-Repräsentantenhaus in Washington, D.C. gewählt, wo er am 4. März 1833 die Nachfolge von Lewis Condict antrat. Nach einer Wiederwahl konnte er bis zum 3. März 1837 zwei Legislaturperioden im Kongress absolvieren. Damals wurde innerhalb und außerhalb des Kongresses heftig über die Politik von Andrew Jackson diskutiert. Dabei ging es um die umstrittene Durchsetzung des Indian Removal Act, den Konflikt mit dem Staat South Carolina, der in der Nullifikationskrise gipfelte, und die Bankenpolitik des Präsidenten.
Nach dem Ende seiner Zeit im US-Repräsentantenhaus arbeitete Fowler im Zinkbergbau. Außerdem war er Leiter und Eigentümer der Firma Franklin Furnace Iron Works. Ferner war er an vielen wissenschaftlichen Veröffentlichungen beteiligt. Er entdeckte das nach ihm benannte Mineral Fowlerit. Samuel Fowler starb am 20. Februar 1844 in Franklin. Sein Enkel, der auch den Namen Samuel Fowler trug, gehörte von 1889 bis 1889 ebenfalls dem Kongress an.